# Edward Ruscha
Edward Ruscha (Omaha, 16 dicembre 1937) è un pittore e fotografo statunitense.

## Biografia
Edward Ruscha è nato in una famiglia cattolica a Omaha in Nebraska.
Sin da ragazzo mostrò interesse per l'arte. Visse per 15 anni a Oklahoma City e poi si trasferì a Los Angeles dove studiò dal 1956 al 1960 presso il Chouinard Art Institute (ora conosciuto come il California Institute of the Arts). Dopo la laurea, incominciò a lavorare come impaginatore per l'agenzia pubblicitaria Carson-Roberts di Los Angeles
Agli inizi del 1960 egli era già noto per i suoi dipinti, collage e fotografie, e per la sua adesione al gruppo Ferus Gallery, che comprendeva anche altri artisti come: John Altoon, John McCracken, Robert Irwin, Larry Bell, Ken Price ed Edward Kienholz. Dal 1965 al 1969 ha lavorato come impaginatore per la rivista "Artforum" sotto lo pseudonimo di "Eddie Russia". Nel 1969 ha insegnato presso la UCLA come visiting professor. Nel 1973 fece la sua prima personale alla galleria di Leo Castelli a New York. Fu anche un grande un amico del chitarrista Mason Williams e il famoso muralista Kent Twitchell nel 1978 dipinse un murale in suo onore intitolato il monumento di Ed Ruscha.
Nel 2006 è stato nominato fiduciario del Museo di Arte Contemporanea (MoCA) a Los Angeles insieme con Susan Gersh e David Johnson.

## Pop art
Nel 1962 il lavoro di Ruscha è stato incluso, insieme con Roy Lichtenstein, Andy Warhol, Robert Dowd, Phillip Hefferton, Joe Goode, Jim Dine, e Wayne Thiebaud, nella storica mostra New Painting of Common Objects (Nuova Pittura di oggetti comuni), curata da Walter Hopps al Museo d'Arte di Pasadena. Questa mostra è storicamente considerata una delle prime manifestazioni di "Pop art" in America.

## Lavori
Tutti i suoi lavori, sono spesso collegati con il movimento della Pop art.

Ancora studente rimase colpito dai lavori di Jasper Johns che contribuirono a spostare i suoi interessi dalla grafica alla pittura. Fu anche influenzato da Arthur Dove e Marcel Duchamp. In un tour nel 1961 in Europa ebbe modo di apprezzare anche i lavori di Robert Rauschenberg. Alcuni critici sostengono che nelle sue opere sia rinvenibile anche l'influenza di Edward Hopper. In ogni caso è Ruscha stesso a offrire una sua definizione di arte: "L'arte deve essere qualcosa che ti fa grattare la testa".

Anche se Ruscha lo nega nelle interviste, il vernacolo di Los Angeles e i paesaggi del sud della California sono stati fonti di ispirazione tematica e stilistica per gran parte dei suoi lavori, molte sue opere lo testimoniano inequivocabilmente.

Le sue opere evidenziano anche un interesse per la cultura popolare e per la grafica commerciale che continuerà a influenzare il suo operato.
Parole e frasi sono ricorrenti nei suoi dipinti, la ricerca lo ha spinto anche all'uso di un'ampia gamma di materiali tra i quali polvere da sparo, sangue, succhi di frutta e verdura, grasso e macchie d'erba. Dal 1980 ha inoltre incominciato a comporre opere che contenevano motivi di luce dai titoli bizzarri che venivano proiettate in stanze vuote.

### Libri
Ruscha ha anche pubblicato i seguenti libri fotografici:
- Twentysix Gasoline Stations, 1962
- Various Small Fires, 1964
- Some Los Angeles Apartments, 1965
- Every Building on the Sunset Strip, 1966
- Thirtyfour Parking Lots, 1967
- Royal Road Test, 1967
- Business Cards, 1968
- Nine Swimming Pools and a Broken Glass, 1968
- Crackers, 1969
- Real Estate Opportunities, 1970
- Babycakes, 1970
- A Few Palm Trees, 1971
- Records, 1971
- Dutch Details, 1971
- Colored People, 1972

### Mostre
Durante l'autunno-inverno 2015-2016 la pinacoteca Giovanni e Marella Agnelli di Torino ha ospitato la mostra "ED RUSCHA MIXMASTER", composta di oggetti provenienti dalle collezioni museali cittadine e pezzi dell'opera personale di Ruscha, messi in relazione tra loro per sottolineare l'interesse e l'influenza che i primi sono stati in grado di suscitare nell'estro dell'artista statunitense.